# Ковпан Валентина Іванівна
Валенти́на Іва́нівна Ковпа́н (28 лютого 1950, Петроострів, Кіровоградська область, Українська РСР — 12 травня  [Архівовано 3 Лютого 2022 у Wayback Machine.] 2006, Львів, Україна) — українська лучниця, срібна призерка Літніх олімпійських ігор 1976 року в особистій першості, дворазова чемпіонка світу в командній першості в 1973 і 1975 роках, триразова чемпіонка Європи — в 1976 році в командній та в 1978 році в особистій та командній першості. Чотириразова чемпіонка СРСР у 1970, 1973, 1974 та 1978 роках.

## Біографія
У 1973 році закінчила Львівський медичний інститут. Навчаючись в інституті тренувалася в стрільбі з лука, тренери — Михайло Хусківадзе та В. Маркович.
У 1969—1973 роках виступала за команду спортивного товариства «Буревісник». У 1970 році чемпіонкою СРСР на дистанції 60 метрів стала Валентина Ковпан.
У 1970—1981 роках була членкинею збірної команди СРСР. Майстер спорту міжнародного класу (1970). З 1973 по 1989 рік виступала за команду Збройних сил СРСР. У липні 1973 року на Чемпіонаті світу в французькому місті Гренобль львів'янка Валентина Ковпан завоювала срібну медаль в особистій першості та золоту медаль за участь у командній першості. У серпні 1974 року на Чемпіонаті Європи у Загребі (Югославія) львівська лучниця Валентина Ковпан посіла третє місце на дистанції 30 метрів.
У травні 1975 року ставши чемпіонкою у складі команди на VI Спартакіаді народів СРСР та перемігши в особистій першості серед жінок на всіх дистанціях, 70 м, 60 м, 50 м, 30 м та М-1, Валентина Ковпан у червні цього ж року посіла друге місце в особистому заліку та стала Чемпіонкою світу у командній першості в Інтерлакені (Швейцарія). На чемпіонаті Європи 1976 року в Копенгагені, (Данія), вона стала Чемпіонкою Європи на дистанціях 60 та 30 метрів.
У 1976 році Валентина Ковпан стала срібною призеркою на 21-х Олімпійських іграх в особистих змаганнях у Монреалі, (Канада), де встановила три олімпійські рекорди на окремих дистанціях. Валентина Ковпан стала першою, хто привіз до Львова Олімпійську медаль. Валентина Ковпан — Заслужений майстер спорту СРСР з 1976 року.
На 6-му Чемпіонаті Європи у серпні 1978 року в Ковентрі, (Велика Британія), Валентина Ковпан стала Чемпіонкою Європи як в особистій, так і у командній першості з результатом 1279 очо́к у вправі М-1. Крім цього, вона здобула перші місця на усіх дистанціях для лучників: 70, 60, 50 та 30 метрів.
У 1979 році Валентина Ковпан (Львів) встановила рекорд Світу на дистанції 50 метрів з результатом 329 очок та разом з лучницями Наді́єю Окпиш (Львів) і Лі́дією Шикотою (Іркутськ) — командний рекорд Світу FITA-1 (3772 очки).
У 1975 році на спортивному вечері у Львівському технікумі харчової промисловості [Архівовано 28 Січня 2020 у Wayback Machine.], на який запросили провідних спортсменів Львова, Валентина Ковпан познайомилася з Заслужений майстер спорту з сучасного п'ятиборства Леонідом Івановим. Невдовзі вони одружилися.
Коли Леоніда Іванова запросили на роботу до Праги (Чехословаччина), вона на десять років поїхала разом із ним. На цьому її спортивна кар'єра закінчилася. Після повернення до Львова, вона почала працювати за фахом — стоматологом, у Львівській обласній лікарні [Архівовано 28 Січня 2020 у Wayback Machine.]. 12 травня 2006-го, ще завидна, о восьмій годині вечора, вона вийшла з роботи, пішла додому і пропала…
Сім'я
Валентина Ковпан була одружена із Леонідом Івановим — Заслуженим майстром спорту з сучасного п'ятиборства. У них двоє синів.